# Фукая
Фукая е град в префектура Сайтама, Япония. Населението му е 142 489 жители (по приблизителна оценка от октомври 2018 г.), а площта e 137,58 кв. км. Намира се в часова зона UTC+9. Основан е през 1955 г. Разполага с жп транспорт и магистрална инфраструктура. Побратимен е с град Фримонт (Калифорния, САЩ).